# Vlag van Nitra

Vlag van Nitra (ratio 2:3)

De vlag van Nitra, een regio van Slowakije, bestaat net als vier van de zeven andere Slowaakse regionale vlaggen uit vier gekleurde vlakken, waarbij de linker twee vlakken vierkant zijn en de rechter twee elk tweemaal zo groot als een linker vlak. De kleuren in de vlag van Nitra zijn blauw (linksboven en rechtsonder), geel (rechtsboven) en rood (rechtsonder). Deze kleuren zijn de dominante kleuren in het regionale wapen en om die reden in de vlag opgenomen.
De vlag werd op 28 mei 2002 aangenomen.